# Tatsiana Likhtarovich
Tatsiana Likhtarovich (29 de março de 1988) é uma basquetebolista profissional bielorrussa.

## Carreira
Tatsiana Likhtarovich integrou a Seleção Bielorrussa de Basquetebol Feminino, na Rio 2016, que terminou na nona colocação.